# Palácio d'York

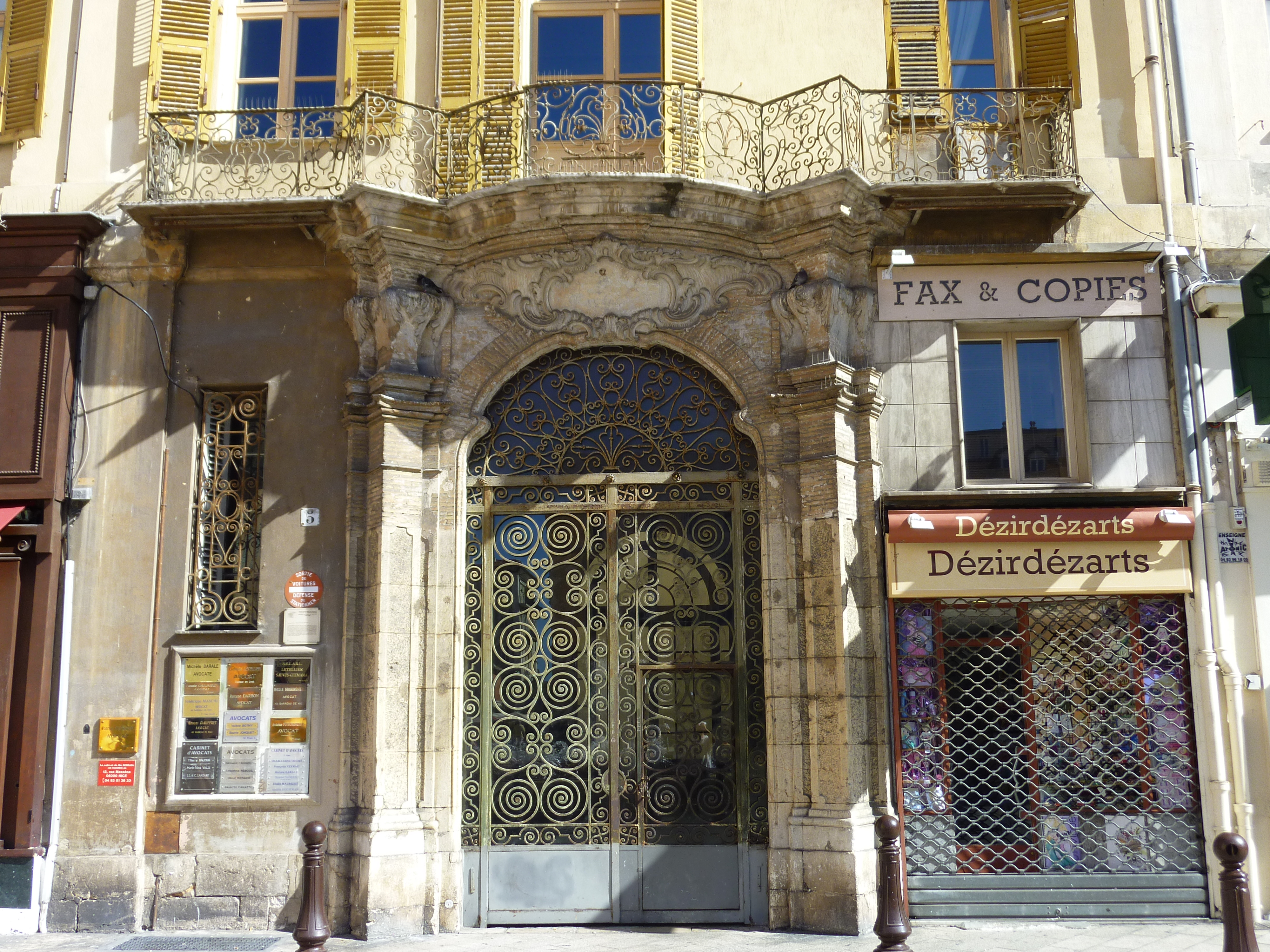
Palácio d'York

O Palácio d'York é uma mansão histórica em Nice, Alpes-Maritimes, na França. Foi construído de 1762 a 1768 e foi listado como monumento nacional oficial desde 16 de dezembro de 1949.